# Alessandro Finazzo
Alessandro Finazzo, noto anche con lo pseudonimo di Finaz (Volterra, 10 agosto 1969), è un chitarrista, compositore e produttore discografico italiano, fondatore insieme ad Enrico "Erriquez" Greppi del gruppo folk rock toscano Bandabardò.
Oltre a suonare con la Bandabardò, ha collaborato con Modena City Ramblers, CSI, Daniele Silvestri, David Sylvian, Max Gazzè, Paola Turci, Franco Battiato, Inti-Illimani, Goran Bregović, Carmen Consoli, Dolcenera, Piero Pelù, Roy Paci, Peppe Voltarelli, Caparezza, Orchestra Piazza Vittorio, Stefano Bollani, Tonino Carotone, Giobbe Covatta, Dario Fo, Casa del vento ed altri ancora.

## Biografia
Alessandro Finazzo nasce a Volterra il 10 agosto 1969 e si avvicina alla musica all'età di 9 anni innamorandosi della chitarra grazie alla musica dei Beatles. Inizia a studiare chitarra classica per poi passare a studi di jazz presso la scuola "Centro Attività Musicali" a Firenze. A 13 anni inizia a suonare nelle orchestrine da ballo per guadagnare i primi soldi; a 15 anni scopre il rock di Hendrix e fonda i primi complessini con cui si esibisce nelle sale toscane e nei piccoli concorsi.
Finito il liceo si iscrive alla facoltà di filosofia di Pisa dove si laurea con 110 e lode con una tesi su Martin Heidegger. Nel 1996 si sposa con Raffaella da cui ha un figlio di nome Jacopo.
Durante l'università, Finaz continuava a suonare e conobbe Francesco Magnelli, all'epoca arrangiatore e collaboratore dei Litfiba. Nacque una collaborazione intensa che lo portò al tour di Andrea Chimenti dove suona con Gianni Maroccolo (ex Litfiba) ed Enrico Greppi. Da qui scaturì l'amicizia e la collaborazione con Enrico che portò alla fondazione della Bandabardò all'inizio del 1993. Questo fu il vero inizio della sua carriera che lo portò a suonare sui palchi italiani ed esteri sia con la Bandabardò sia con numerosi artisti con cui ha collaborato.
Nel settembre 2010 Finaz vinse il Trofeo Insound come migliore chitarrista acustico italiano 2010.
Accanto all'attività di chitarrista affianca quelle di produttore artistico e autore di colonne sonore: come produttore ha seguito i lavori di Folkabbestia, Working Vibes, Peppe Voltarelli, con il quale ha vinto il premio Tenco 2010, Porto Flamingo. Ha scritto per il cinema brani come Tempo 3 con Daniele Silvestri per il film Cuori al verde, il brano Distratto ma però con Voltarelli per il film Fuga dal call center, e sempre con Voltarelli la colonna sonora di Tatanka per la regia di Giuseppe Gagliardi, tratto da un libro di Roberto Saviano.
Nel 2012 esce il suo primo disco solista "Guitar Solo", seguito da "GuitaRevolution" del 2015. Nel 2021 esce il suo terzo disco da solista “Cicatrici”.

## Discografia

### Con la bandabardò
- 1996 - Il circo mangione
- 1998 - Iniziali bì-bì
- 2000 - Mojito Football Club
- 2002 - Bondo! Bondo!
- 2004 - Tre passi avanti
- 2008 - Ottavio
- 2010 - Allegro ma non troppo
- 2010 - Sette x uno
- 2011 - Scaccianuvole
- 2014 - L'improbabile
- 2022 - Non fa paura

Live
- 1999 - Barbaro tour
- 2001 - Se mi rilasso... collasso

Raccolte
- 2006 - Fuori orario

### Da solista
- 2012 - Guitar Solo
- 2015 - Guitarevolution
- 2021 - Cicatrici